# Ňonoksa
Ňonoksa (rusky Нёнокса) je vesnice v Archangelské oblasti Ruské federace, nedaleko od Severodvinsku na pobřeží Bílého moře. Nedaleko vesnice je vojenská základna a zkušební střelnice, kde se testují nejnovější ruské zbraně, vesnice je proto uzavřená a vstup do ní je povolen jen na základě zvláštního povolení.

## Etymologie
Název osady Ňonoksa se vykládá od slova Njo, což je starověké slovo skýtského původu a znamená rychle tekoucí řeka. Ugrofinské kmeny žijící na tomto území k tomu přidaly ještě Oksa, což znamená řeka nebo potok.
Podle jiné verze název osady pochází od ugrofinského válečníka Nijukse Soake.

## Geografie
Vesnice Ňonoksa se nachází na východě Oněžského poloostrova, 40 km od Severodvinsku na Letním pobřeží Bílého moře. Na západ od vesnice řeka Ňonoksa protéká Dolním jezerem a kousek od osady se do ní vlévá říčka Verchovka. Severovýchodně od Ňonoksy se nachází osada Sopka a raketová Bělomořská vojensko-mořská základna ruské armády. V této základně se testují balistické střely jaderných ponorek.

## Historie
V okolí osady existují neolitická naleziště, kde od konce 19. století archeologové nacházejí pazourkové nástroje a fragmenty nádobí. Díky těmto vykopávkám je doloženo, že první lidé žili na místě Ňonoksy již dva tisíce let před naším letopočtem.
První písemná zmínka o Ňonokse je z roku 1397, kdy je vesnice zmíněna v listině moskevského velkoknížete Vasilije I. mezi pomorskými osadami u Severní Dviny, které byly pod kontrolou Moskevského velkoknížectví a Novgorodské republiky. Tyto bělomořské osady byly známy pro své bohaté zásoby soli, která se zde vařila již od 11. století. Díky vaření soli se Ňonoksa stala již ve 14. století jedním z nejdůležitějších hospodářských center ruského severu. V listině velkoknížete Vaisilije I. se píše, že Ňonoksa patřila původně boreckým bojarům z Novgorodu, kteří jen v Zavoločí vlastnili 714 vesnic s 1458 rolnickými domácnostmi, byli největšími majiteli pozemků na Letním pobřeží.
Rozsáhlý obchod se solí přilákal do Ňonoksy podnikavé lidi z celého Ruska. Ňonokský finanční rozkvět přišel v 16. století. V té době se objevili největší průmyslníci zabývající se výrobou soli, rybolovem a sběrem říčních perel. Technologie odsolování byla časově náročná. Podél řeky Ňonoksa, na východní straně osady, byly vykopány studny hluboké 10-12 metrů, do kterých tekla slaná podzemní voda. Sůl se v nich následně vařila. Solanku vytahovali kbelíky přivázanými k dlouhým sloupům. Tento proces výroby soli byl vylepšen až v 19. století, kdy vodní lopatky byly nahrazeny čerpadly. Nashromážděná sůl se balila do pytlů a skladovala ve stodolách, pak byla odvážena na tržiště. Dvě solné stodoly z 18. století stále stojí na břehu Dolního jezera.
Písemně jsou doloženy dva velké útoky Norů (Murmanů) na Ňonoksu v letech 1419 a 1445.
Roku 1553 v osadě zakotvila jediná zbývající loď z anglické expedice Hugha Willoughbyho, která měla objevit severní mořskou cestu do Číny a Indie. Lodi Edward Bonaventure velel navigátor Richard Chancellor, který obeplul Severní Mys a jako první Angličan pronikl do Bílého moře. Připlutí Angličanů do Ňonoksy vedlo k založení Moskevské společnosti a rozvoji obchodu mezi Ruskem a Anglií.
Roku 1613 během rusko-polské války polská vojska osadu vydrancovala a vypálila. Většina osady byla zničena a obyvatelé vyvražděny. V roce 1615 byly ňonocké solné doly předány Kirilovskému klášteru. Ňonoksy se rychle vzpamatovaly z polského vpádu a brzy pokračovaly ve zpracování soli. Ale na trhu se v polovině 17. století objevila levnější sůl z dolního toku Volhy a zpoza Uralu. Tím začal postupný úpadek vesnice. Na konci 17. století byly již všechny lesy v okolí vesnice vykáceny a výroba soli se prodražovala. V roce 1705 byl vyhlášen carem Petrem I. Velikým státní monopol na obchod se solí, byla stanovena státní výkupní cena od solivarníků. Severská výroba soli byla pod výkupní cenou. V roce 1847 se objevil nedostatek soli v Rusku, místo podpory domácí výroby se guvernér Archangelsku rozhodl nařídit bezcelní dovoz zahraniční soli do Ruska v neomezeném množství. To definitivně ukončilo nerentabilní výrobu soli v Ňonoksy.
V občanské válce v letech 1918-1920 si odříznutý ruský sever vzpomněl na výrobu soli a z nedostatku se obnovila v osadě její výroba. Dokonce byla zřízena úzkorozchodná železnice, aby se sůl mohla po ruském severu lépe distribuovat. Se vznikem SSSR historie solivarnictví v osadě skončila.
V dobách SSSR se okolí osady stalo centrem kolchozů, v posledních letech existence SSSR v osadě bylo 1 500 krav. V roce 2020 zbytky rozpadlých kolchozů zejí prázdnotou a vypadají jak kulisy z hororových filmů.
V roce 2009 byl zrušen status vesnice a Ňonoksy byly prohlášeny podřízeným územím Severodvinsku.
V roce 2017 bylo ve vesnici otevřeno Muzeum soli a každý rok na podzim se zde koná akce Solník.
V rámci architektonické expedice Ruský sever byla Ňonoksa v roce 2024 vybrána jako jedna ze dvou ruských arktických vesnic, kde má být rozvinuta turistika a lázeňství.
V roce 2023 začaly stavební práce uvnitř nedaleko stojícího přísně střeženého vojenského areálu. Nová zařízení, ze kterých budou odpalovány rakety, jsou oplocena a zabírají plochu 61 000 metrů čtverečních. Na konci železniční tratě, která do Ňonoksy přiváží rakety a vybavení, byly postaveny tři velké haly, každá o velikosti fotbalového hřiště. Oblast, která byla do roku 2023 hustě zalesněná, je od začátku stavebných prací odlesněná.

## Ňonocký incident 2019
Dne 8. srpna 2019 došlo na zkušební střelnici u Ňonoksy při zkoušce raketových motorů na kapalné palivo k výbuchu a požáru. Přilehlá oblast Bílého moře, Dvinský záliv, byla na měsíc uzavřena pro civilní plavbu. Při neštěstí zahynulo pět raketových specialistů a dva ruští vojáci a další byli zraněni. V okruhu 40 km od místa výbuchu došlo k výraznému zvýšení radioaktivity. Uzavření Dvinského zálivu podle ruských úřadů bylo z preventivních důvodů, aby se do mořských vod nedostalo toxické raketové palivo. Rusko podrobně nevysvětlilo, co přesně vybuchlo. Podle západních médií vybuchla střela s jaderným pohonem, známá jako 9M730 Burevestnik (Buřňák), kterou NATO označuje jako SSC-X-9 Skyfall. Tuto teorii podpořil i americký prezident Donald Trump. Podle ruských nezávislých expertů není vyloučeno, že se u Ňonoksy pracovalo na nějaké tajné budoucí zbrani.
S jinou teorií přišli novináři ruské redakce Svobodné Evropy Mark Krutov a Sergej Dobrynin. Podle jejich teorie nedošlo k výbuchu při zkoušce nové rakety, ale při pokusu vyzdvihnout ze dna moře raketu, která klesla do moře v roce 2018. Při vyzvedávání raketa explodovala. Jejich teorie vychází z toho, že v době oficiálního testu rakety nebyl uzavřen vzdušný prostor Bílého moře, naopak po výbuchu do blízkosti Ňonoksy připlula loď Serebrjanka, která je určena pro převoz radioaktivních materiálů, a došlo k uzavření Bílého moře pro civilní plavbu, aby žádná civilní loď nemohla vidět převoz radioaktivního materiálu.
Podle norského experta Nilse Bohmera, který působí jako šéf výzkumu v norské vládní agentuře na bezpečné uchovávání vyhořelého jaderného odpadu, se nejednalo o výbuch rakety, ale o výbuch jaderného reaktoru, protože ve vzduchu se objevily izotopy barya, stroncia a lanthanu.

## Doprava
Spojení Ňonoksy se zbytkem světa se uskutečňuje především přes Severní železniční dráhu, železniční větví ze Severodvinsku. Železniční stanice se nachází u Dolního jezera, 2 km od osady.
Silniční cesta do osady je od roku 2019 ve výstavbě. Do Ňonoksy nevede žádná silnice, pouze v zimě se přes zmrzlé bažiny dá do vesnice dostat autem.

## Pamětihodnosti
Hlavními atrakcí osady je dřevěný chrámový soubor staveb ze 17. století:
- Kostel Nejsvětější Trojice (1724) – jediný dřevěný pětiboký kostel v Rusku[17]
- Kostel sv. Mikuláše (1763)
- Zvonice (1834)

## Galerie

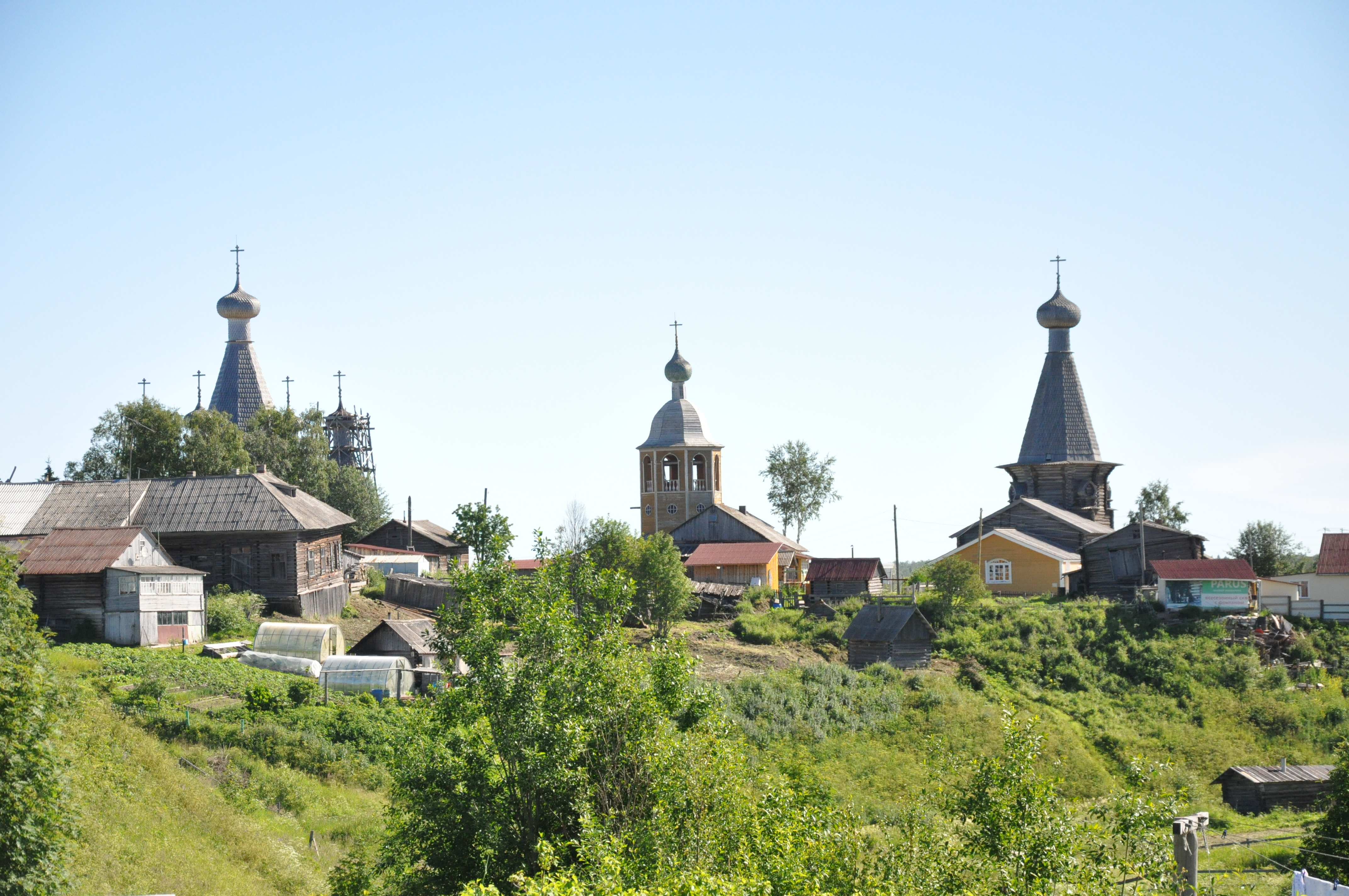
Chrámový komplex 18. – 19. století
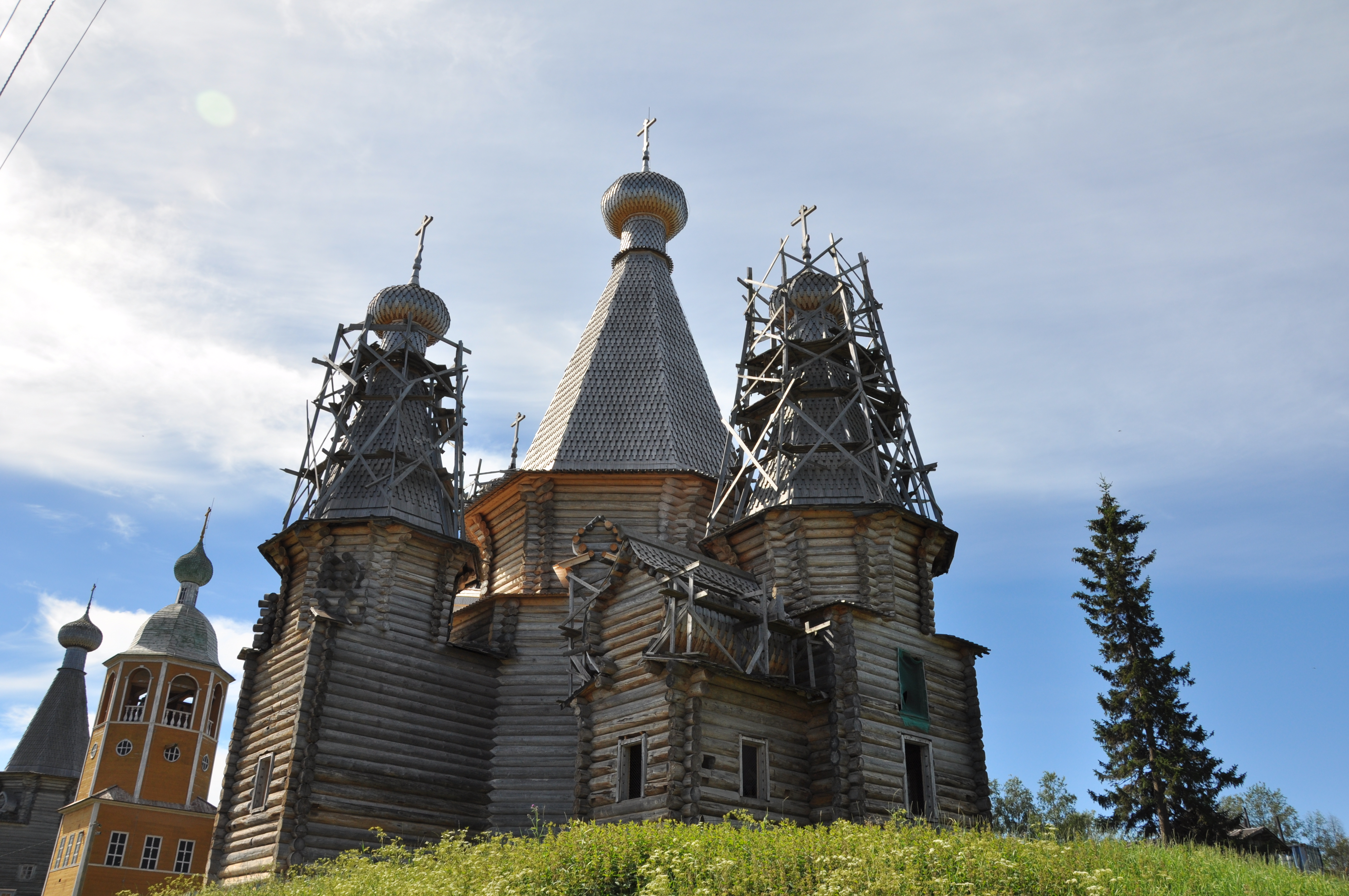
Kostel Nejsvětější Trojice (1724)
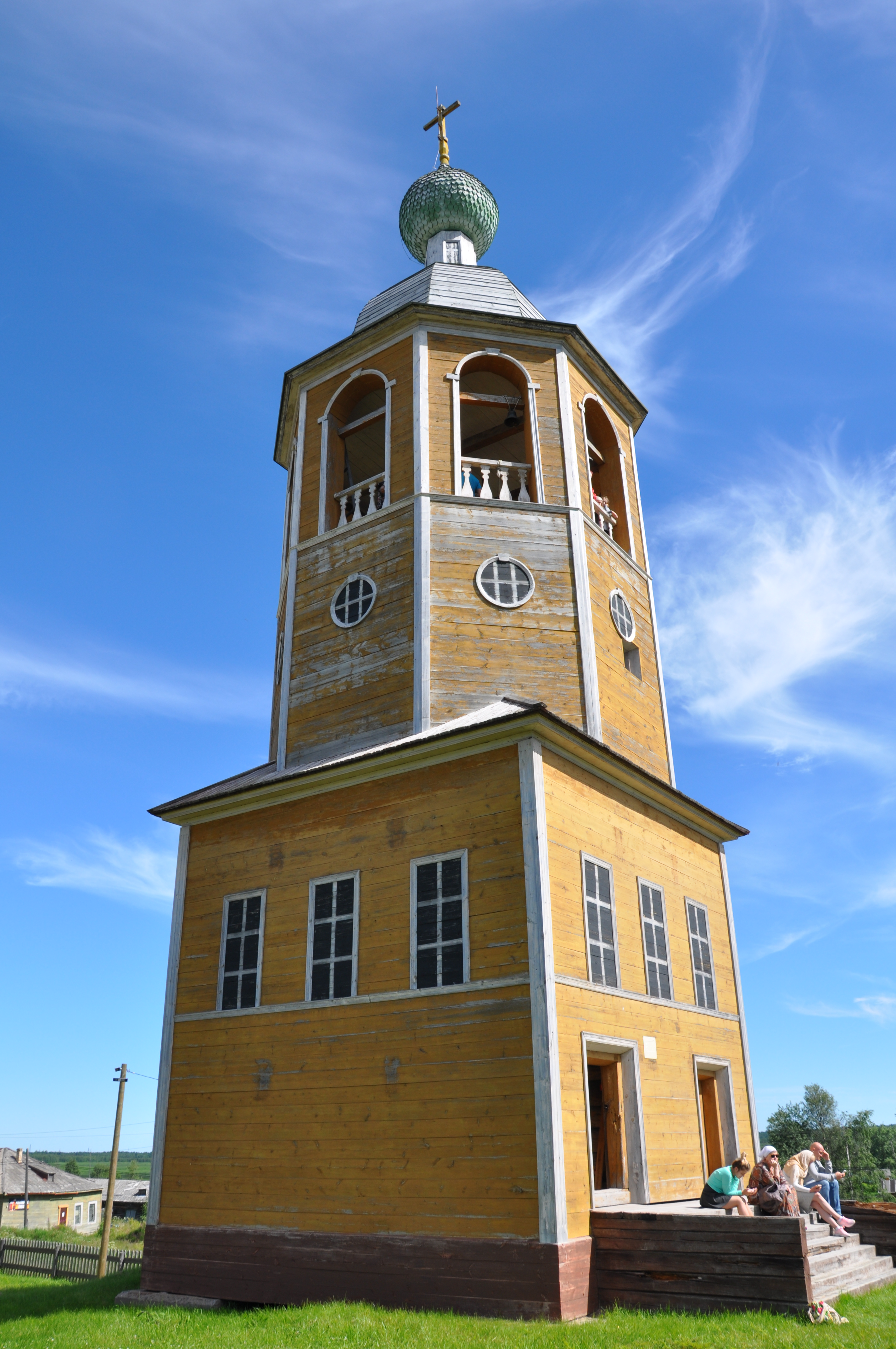
Zvonice (1834)
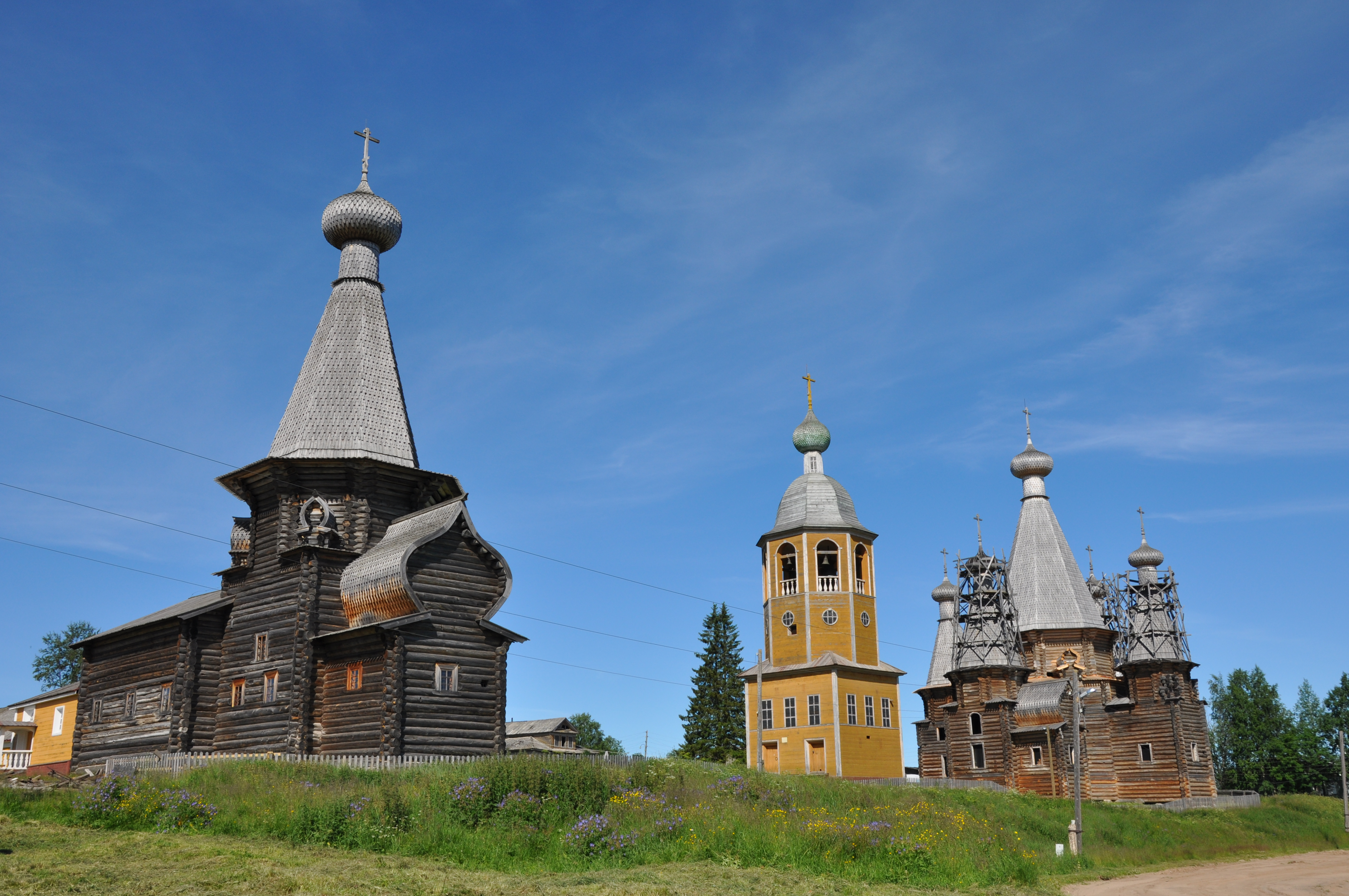
Chrámový komplex
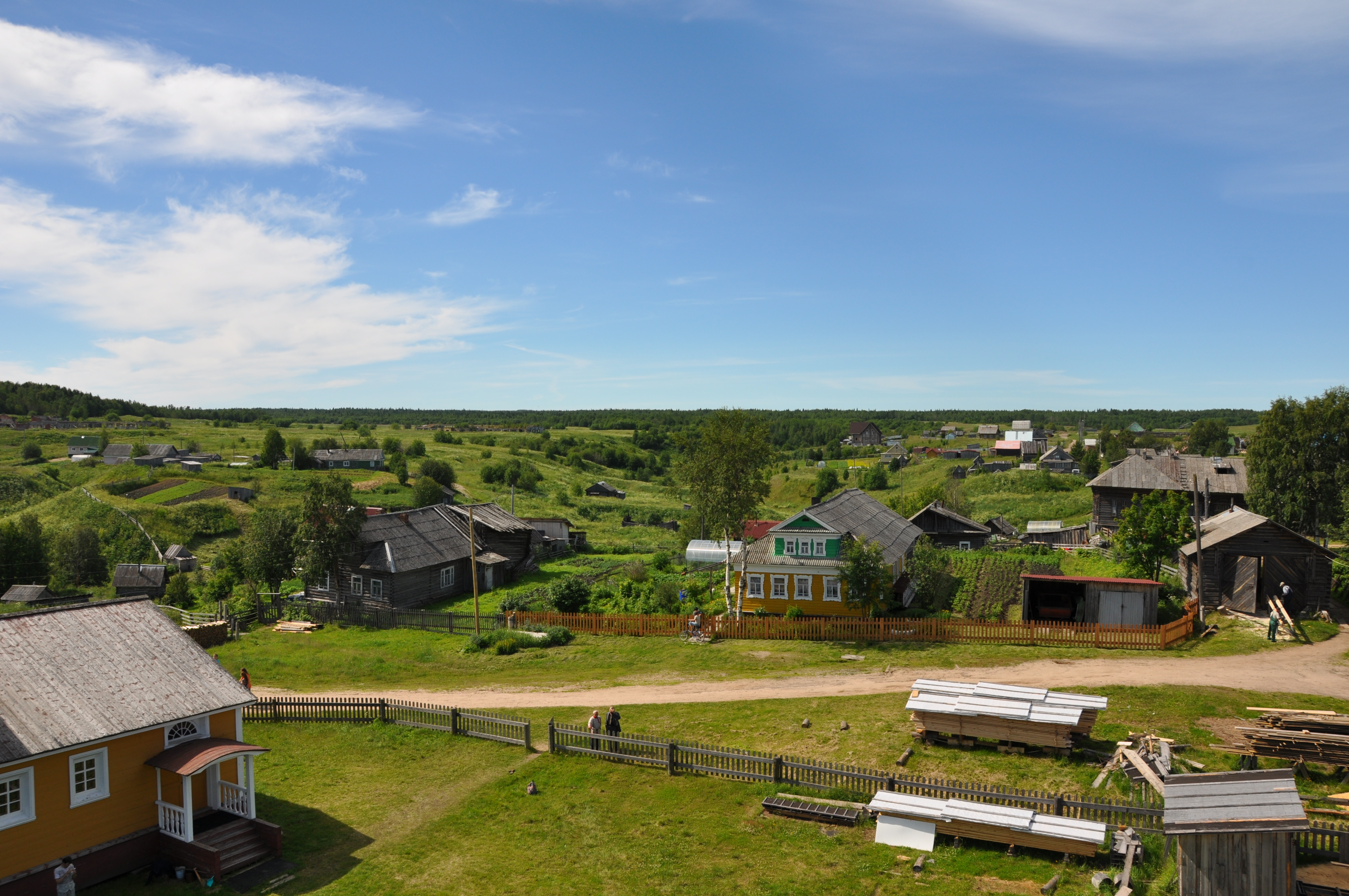
Pohled na Ňonoksu ze zvonice
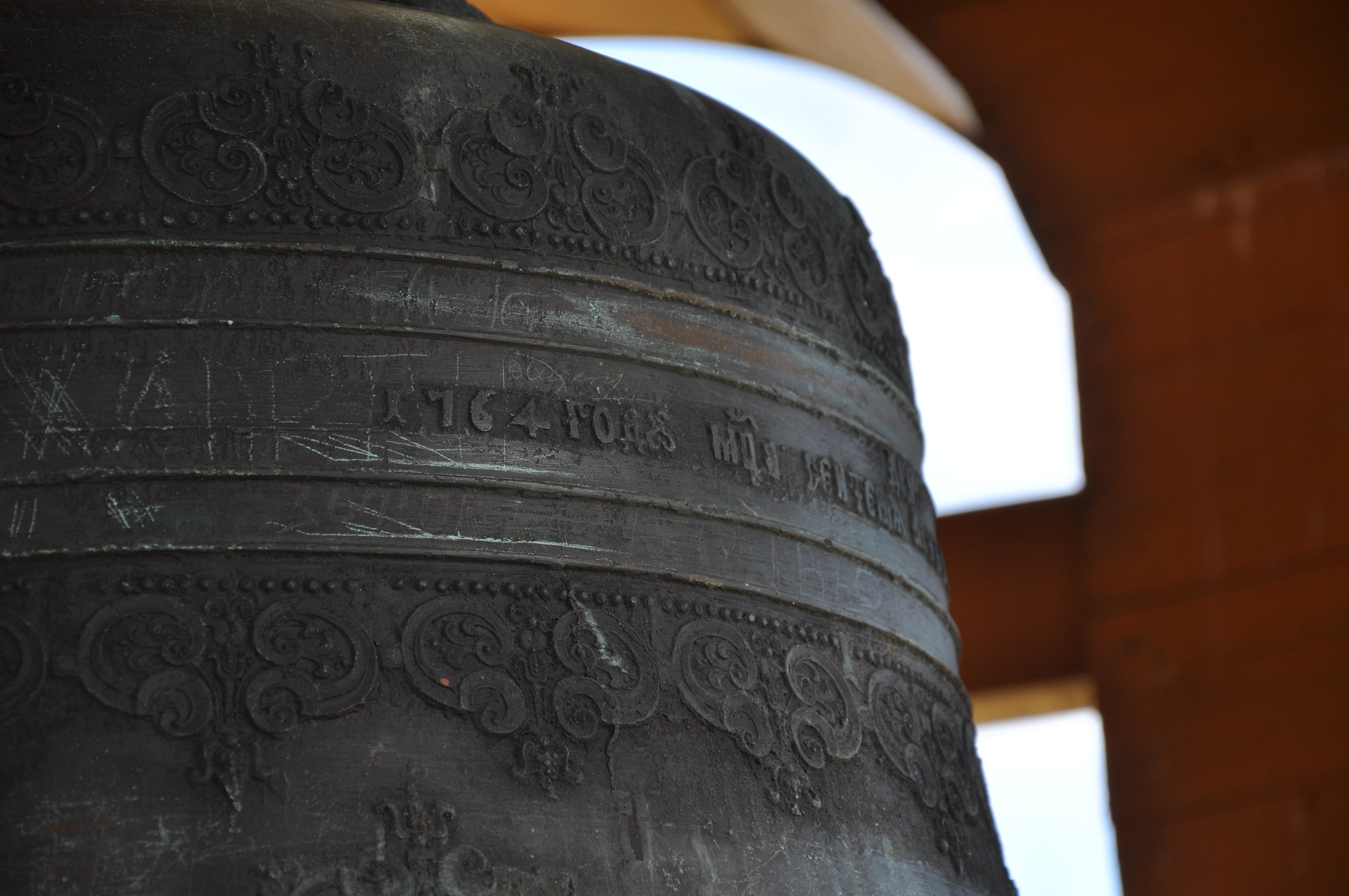
Kostelní zvon
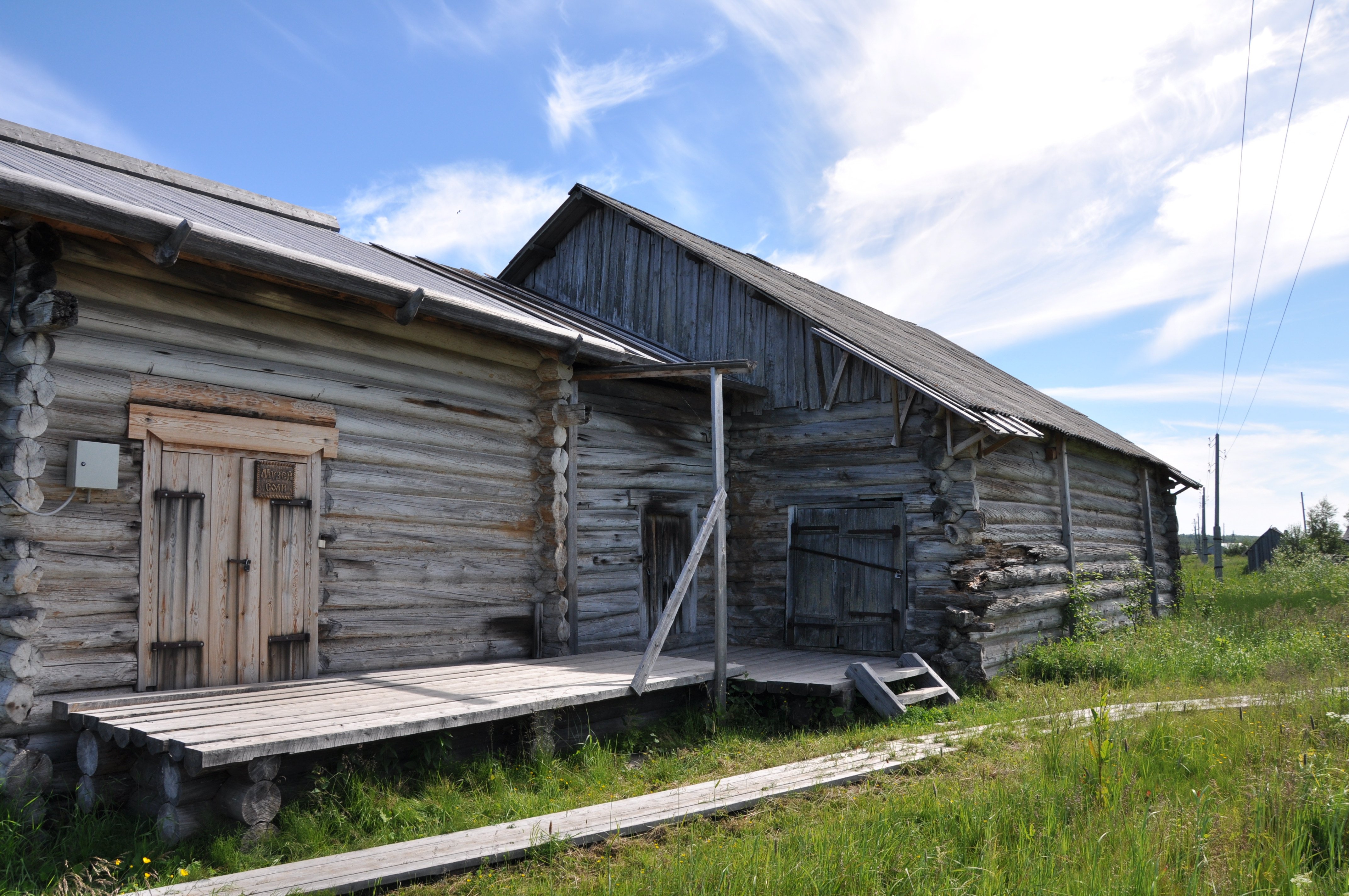
Muzeum soli
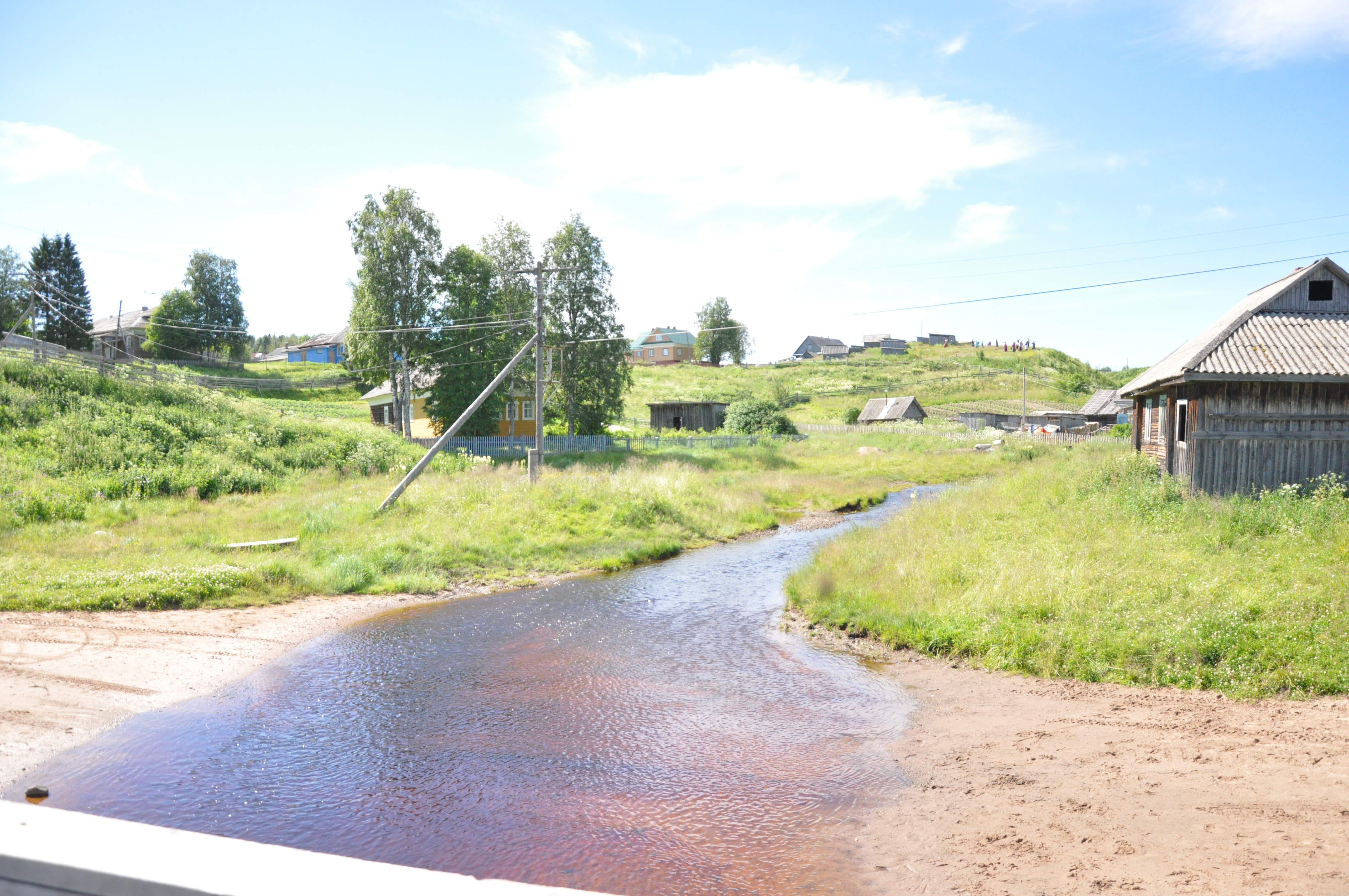
Řeka Ňonoksa
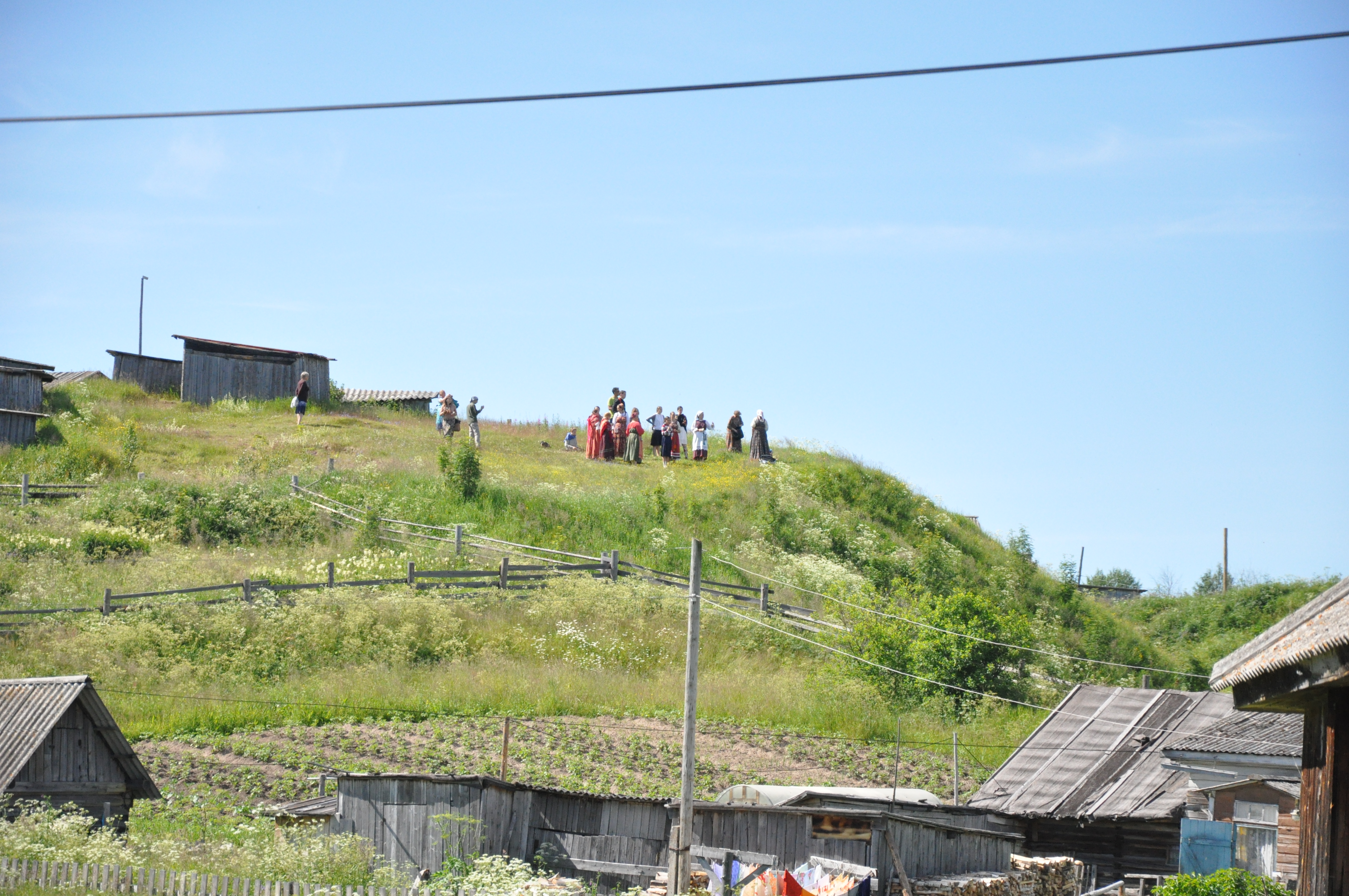
Kulatý tanec na Usolye
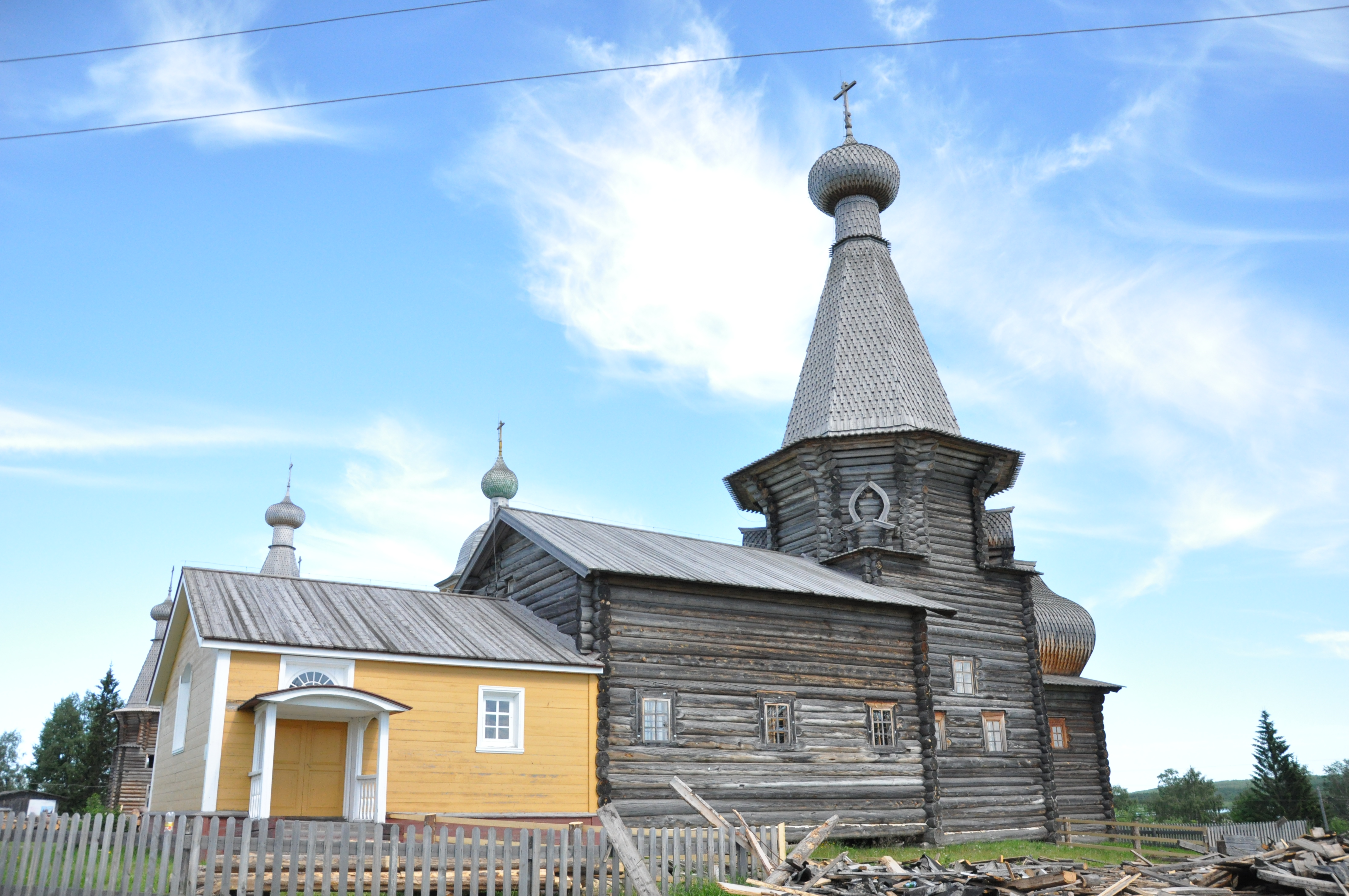
Kostel sv. Mikuláše (1763)